# Aizecourt-le-Bas
Pour les articles homonymes, voir Aizecourt.
Aizecourt-le-Bas est une commune française située dans le département de la Somme en région Hauts-de-France.

## Géographie

### Localisation

#### Communes limitrophes
|                            | Nurlu             |           |
| Nurlu et Templeux-la-Fosse | Aizecourt-le-Bas  | Liéramont |
|                            | Templeux-la-Fosse |           |

### Description

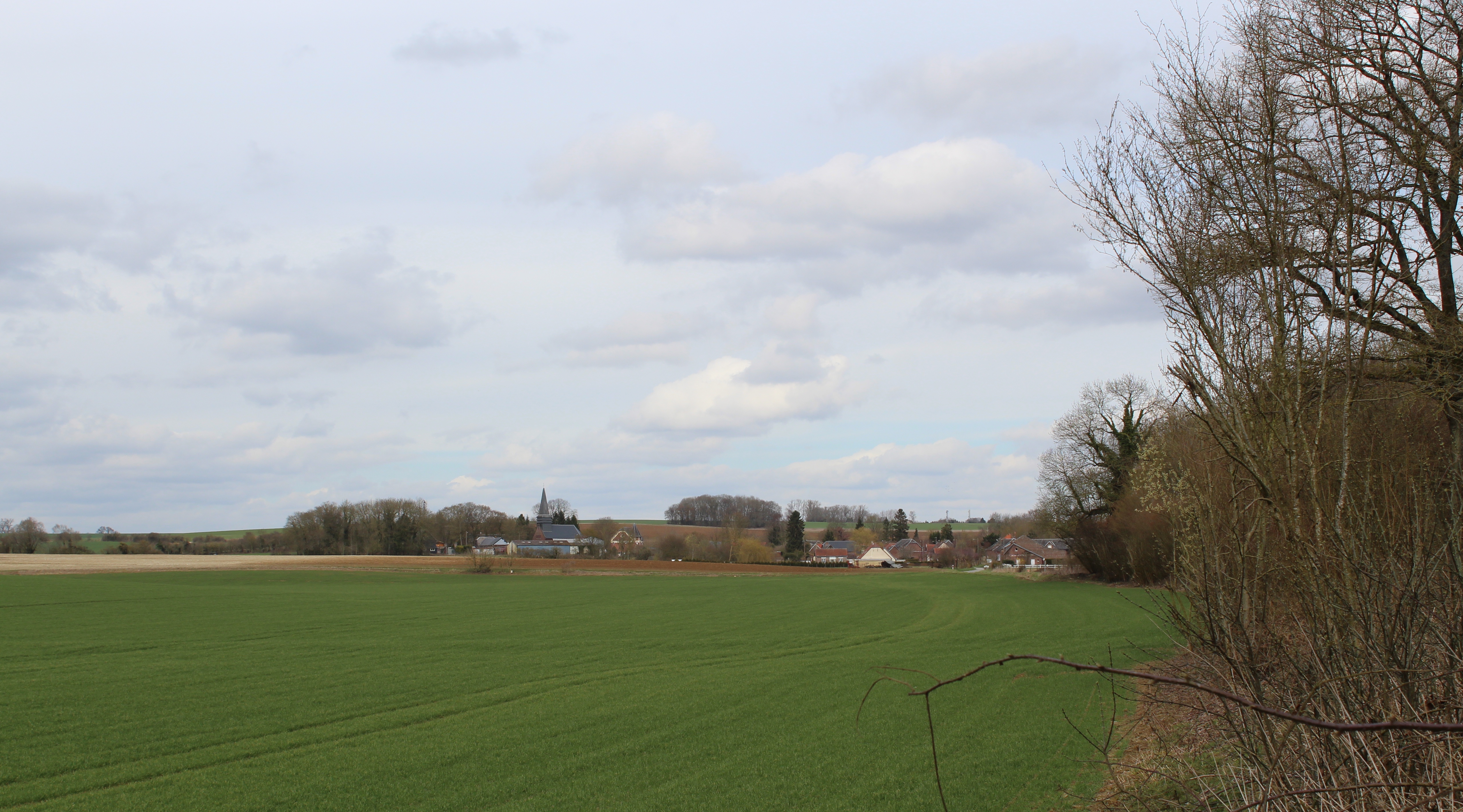
Vue panoramique du village.

Aizecourt-le-Bas est un village rural picard du Vermandois situé à 9 km au nord-est de Péronne, à 25 km de Saint-Quentin et à 26 km au sud-ouest de Cambrai.
Il est aisément accessible par l'ancienne RN 17 (actuelle RD 917).
En 2019, la localité est desservie par la ligne d'autocars no 48 (Épehy - Villers-Faucon - Péronne) du réseau interurbain Trans'80 Hauts-de-France.

### Hydrographie
La commune est située dans le bassin Artois-Picardie. Elle n'est drainée par aucun cours d'eau.

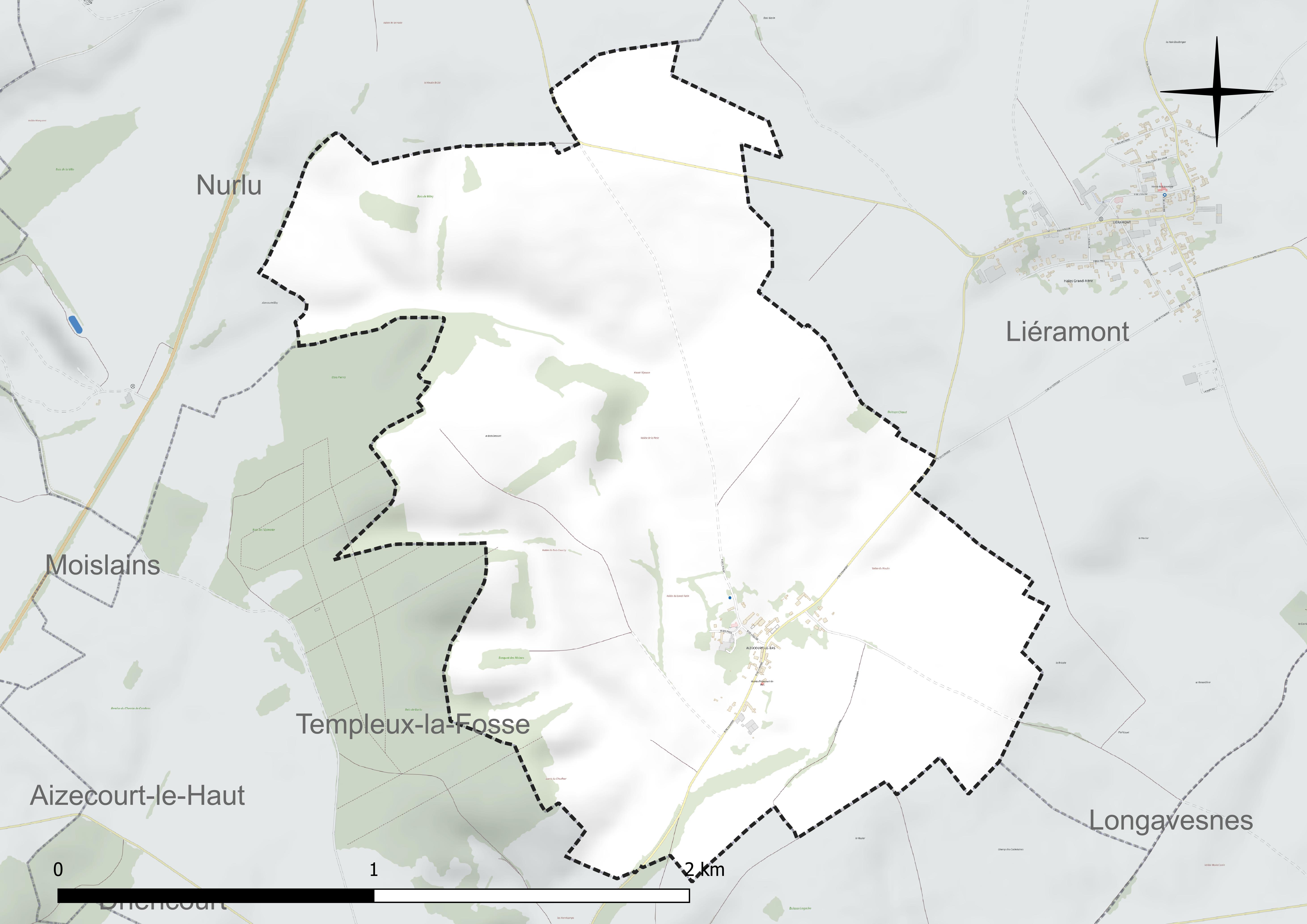
Réseau hydrographique d'Aizecourt-le-Bas.

### Climat
Pour des articles plus généraux, voir Climat des Hauts-de-France et Climat de la Somme.
En 2010, le climat de la commune est de type climat océanique dégradé des plaines du Centre et du Nord, selon une étude du CNRS s'appuyant sur une série de données couvrant la période 1971-2000. En 2020, Météo-France publie une typologie des climats de la France métropolitaine dans laquelle la commune est exposée à un climat océanique et est dans la région climatique Nord-est du bassin Parisien, caractérisée par un ensoleillement médiocre, une pluviométrie moyenne régulièrement répartie au cours de l'année et un hiver froid (3 °C).
Pour la période 1971-2000, la température annuelle moyenne est de 9,9 °C, avec une amplitude thermique annuelle de 14,3 °C. Le cumul annuel moyen de précipitations est de 740 mm, avec 11,1 jours de précipitations en janvier et 9 jours en juillet. Pour la période 1991-2020, la température moyenne annuelle observée sur la station météorologique la plus proche, située sur la commune d'Épehy à 7 km à vol d'oiseau, est de 10,6 °C et le cumul annuel moyen de précipitations est de 752,8 mm,. Pour l'avenir, les paramètres climatiques de la commune estimés pour 2050 selon différents scénarios d'émission de gaz à effet de serre sont consultables sur un site dédié publié par Météo-France en novembre 2022.

## Urbanisme

### Typologie
Au 1er janvier 2024, Aizecourt-le-Bas est catégorisée commune rurale à habitat très dispersé, selon la nouvelle grille communale de densité à sept niveaux définie par l'Insee en 2022.
Elle est située hors unité urbaine. Par ailleurs la commune fait partie de l'aire d'attraction de Péronne, dont elle est une commune de la couronne,. Cette aire, qui regroupe 52 communes, est catégorisée dans les aires de moins de 50 000 habitants,.

### Occupation des sols
L'occupation des sols de la commune, telle qu'elle ressort de la base de données européenne d'occupation biophysique des sols Corine Land Cover (CLC), est marquée par l'importance des territoires agricoles (96,3 % en 2018), une proportion identique à celle de 1990 (96,3 %). La répartition détaillée en 2018 est la suivante : 
terres arables (96,3 %), forêts (3,7 %). L'évolution de l'occupation des sols de la commune et de ses infrastructures peut être observée sur les différentes représentations cartographiques du territoire : la carte de Cassini (XVIIIe siècle), la carte d'état-major (1820-1866) et les cartes ou photos aériennes de l'IGN pour la période actuelle (1950 à aujourd'hui).

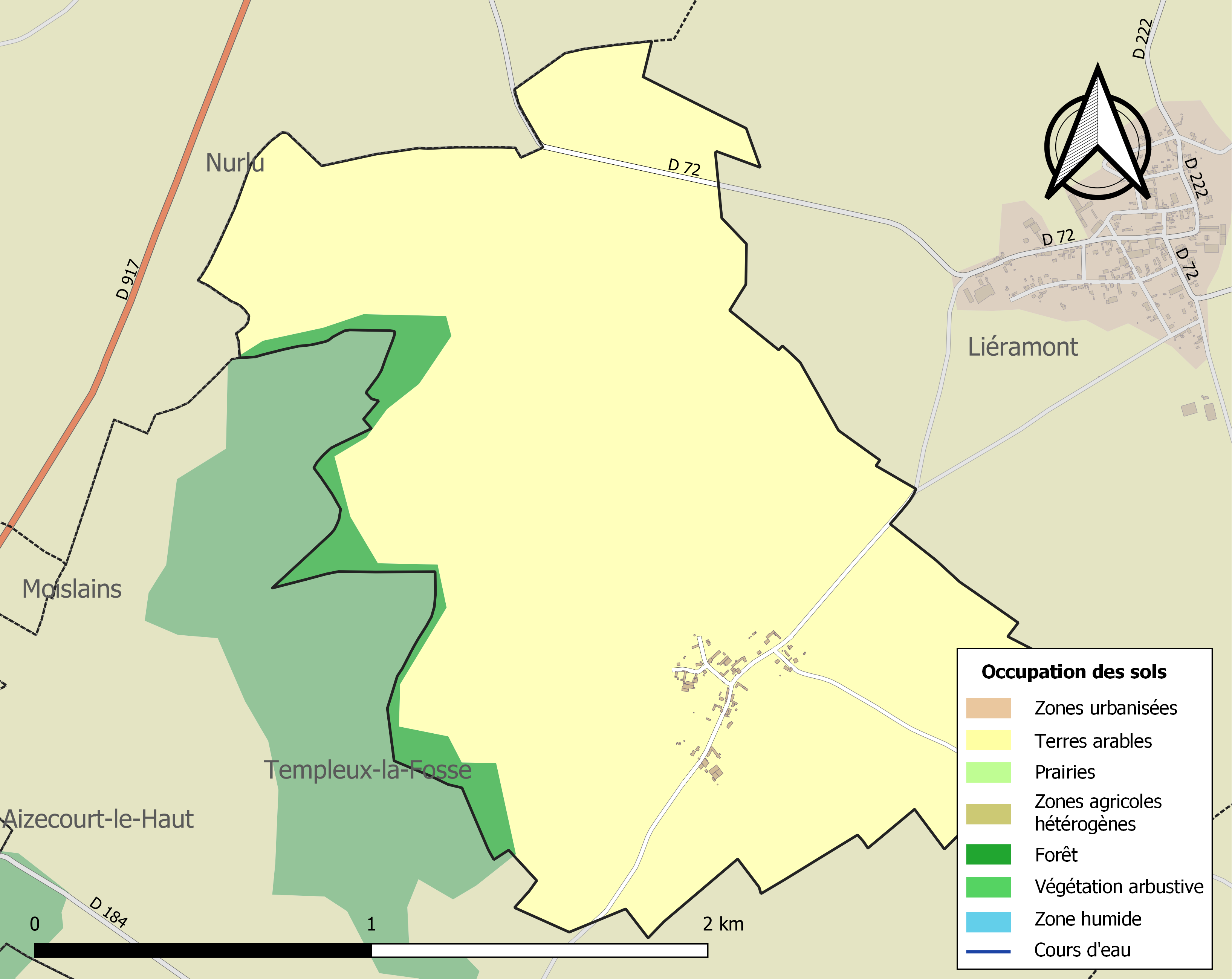
Carte des infrastructures et de l'occupation des sols de la commune en 2018 (CLC).

## Toponymie
Le nom de la localité est attesté sous les formes Escourt-le-Grand en 1573; Haizecourt-le-Bas en 1690.
Voir Aizecourt-le-Haut
Remarque : la forme Escourt-le-Grand de 1573 est aussi donnée à Aizecourt-le-Haut, mais en 1592, par le Dictionnaire topographique de la Somme, ce qui est contradictoire.
Aizcour-Bas en picard.

## Histoire
Première Guerre mondiale
Le lieu-dit  le bosquet des Moines rappelle le rôle des grandes abbayes médiévales qui ont défriché la Forêt d'Arrouaise au XIIIe siècle. Le Vermandois et donc l'emplacement du village étaient alors boisés.
Le village est considéré comme détruit à la fin de la guerre et a  été décoré de la Croix de guerre 1914-1918, le 27 octobre 1920.
Seconde Guerre mondiale

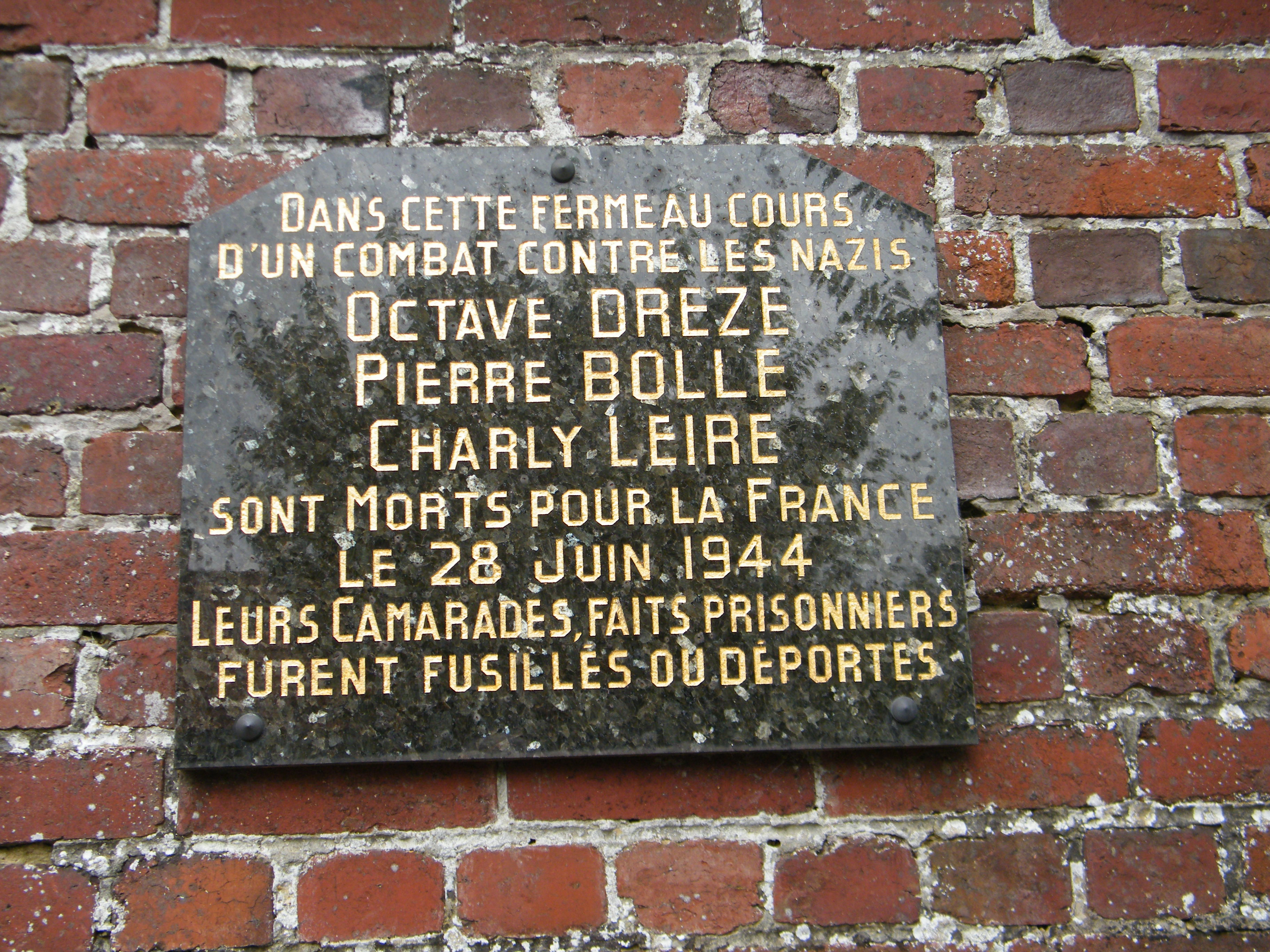
Plaque commémorative aux résistants tués le 28 juin 1944.

Vingt résistants, la plupart âgés de moins de 20 ans, partis du bassin minier pour rejoindre le maquis des Ardennes, ont été capturés le 28 juin 1944, lors des combats de la Libération de la France à la ferme Viltard, à l'entrée du village. Trois d'entre eux sont tués lors du combat : Pierre Bolle (17 ans), Charly Leire (18 ans) et Octave Dreze (20 ans). Les autres sont fusillés quelques jours plus tard ou déportés dans les camps de concentration. Cinq ont survécu, dont les quatre femmes du groupe, après trois mois d'internement, d'interrogatoires et de tortures. Chaque dernier dimanche du mois de juin, une cérémonie commémorative se tient pour rappeler le sacrifice de ces résistants

## Politique et administration

### Rattachements administratifs et électoraux
Rattachements administratifs
La commune se trouve dans l'arrondissement de Péronne du département de la Somme.
Elle faisait partie depuis 1801 du canton de Roisel. Dans le cadre du redécoupage cantonal de 2014 en France, cette circonscription administrative territoriale a disparu, et le canton n'est plus qu'une circonscription électorale.
Rattachements électoraux
Pour les élections départementales, la commune fait partie depuis 2014 du canton de Péronne
Pour l'élection des députés, elle fait partie de la cinquième circonscription de la Somme.

### Intercommunalité
Aizecourt-le-Bas était membre de la communauté de communes du canton de Roisel, un établissement public de coopération intercommunale (EPCI) à fiscalité propre créé fin 1994 et auquel la commune avait transféré un certain nombre de ses compétences, dans les conditions déterminées par le code général des collectivités territoriales.
Cette petite  intercommunalité a fusionné avec ses voisines pour former, le 31 décembre 2012, la communauté de communes de la Haute Somme dont est désormais membre la commune.

### Liste des maires
| Période                                  | Période                       | Identité         | Étiquette | Qualité                          |
| ---------------------------------------- | ----------------------------- | ---------------- | --------- | -------------------------------- |
| Les données manquantes sont à compléter. |                               |                  |           |                                  |
| mars 2001                                | 2008                          | Francis Viltard  |           |                                  |
| mars 2008                                | En cours (au 2 décembre 2020) | Florence Choquet |           | Réélue pour le mandat 2020-2026, |

## Population et société

### Démographie
L'évolution du nombre d'habitants est connue à travers les recensements de la population effectués dans la commune depuis 1793. Pour les communes de moins de 10 000 habitants, une enquête de recensement portant sur toute la population est réalisée tous les cinq ans, les populations de référence des années intermédiaires étant quant à elles estimées par interpolation ou extrapolation. Pour la commune, le premier recensement exhaustif entrant dans le cadre du nouveau dispositif a été réalisé en 2007.

En 2022, la commune comptait 65 habitants, en évolution de +14,04 % par rapport à 2016 (Somme : −1,26 %, France hors Mayotte : +2,11 %).
| 1793 | 1800 | 1806 | 1821 | 1831 | 1836 | 1841 | 1846 | 1851 |
| ---- | ---- | ---- | ---- | ---- | ---- | ---- | ---- | ---- |
| 328  | 340  | 294  | 303  | 329  | 388  | 353  | 350  | 362  |

| 1856 | 1861 | 1866 | 1872 | 1876 | 1881 | 1886 | 1891 | 1896 |
| ---- | ---- | ---- | ---- | ---- | ---- | ---- | ---- | ---- |
| 350  | 372  | 353  | 348  | 341  | 338  | 302  | 282  | 347  |

| 1901 | 1906 | 1911 | 1921 | 1926 | 1931 | 1936 | 1946 | 1954 |
| ---- | ---- | ---- | ---- | ---- | ---- | ---- | ---- | ---- |
| 280  | 290  | 253  | 78   | 91   | 71   | 83   | 49   | 69   |

| 1962 | 1968 | 1975 | 1982 | 1990 | 1999 | 2006 | 2007 | 2012 |
| ---- | ---- | ---- | ---- | ---- | ---- | ---- | ---- | ---- |
| 80   | 67   | 52   | 54   | 56   | 60   | 57   | 57   | 60   |

| 2017 | 2022 | - | - | - | - | - | - | - |
| ---- | ---- | - | - | - | - | - | - | - |
| 54   | 65   | - | - | - | - | - | - | - |

### Enseignement
Pour la scolarité primaire, la commune relève du regroupement pédagogique intercommunal basé à Tincourt-Boucly qui regroupe 6 communes : Aizecourt-le-Bas, Driencourt, Longavesnes, Marquaix, Templeux-la-Fosse et Tincourt-Boucly.
Ce regroupement compte 4 classes.

## Culture locale et patrimoine

### Lieux et monuments
- Église Saint-Antoine.

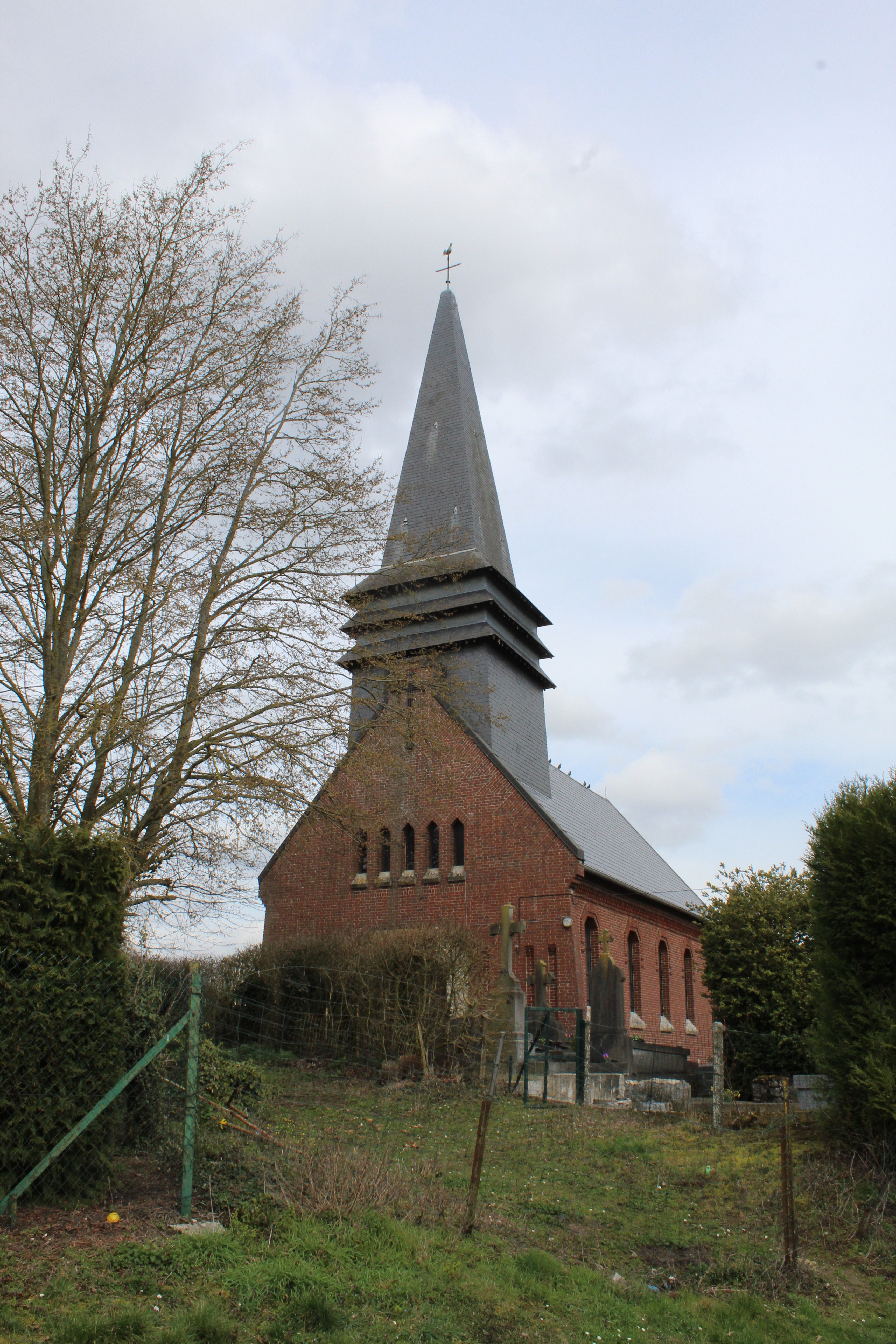
Façade de l'église.
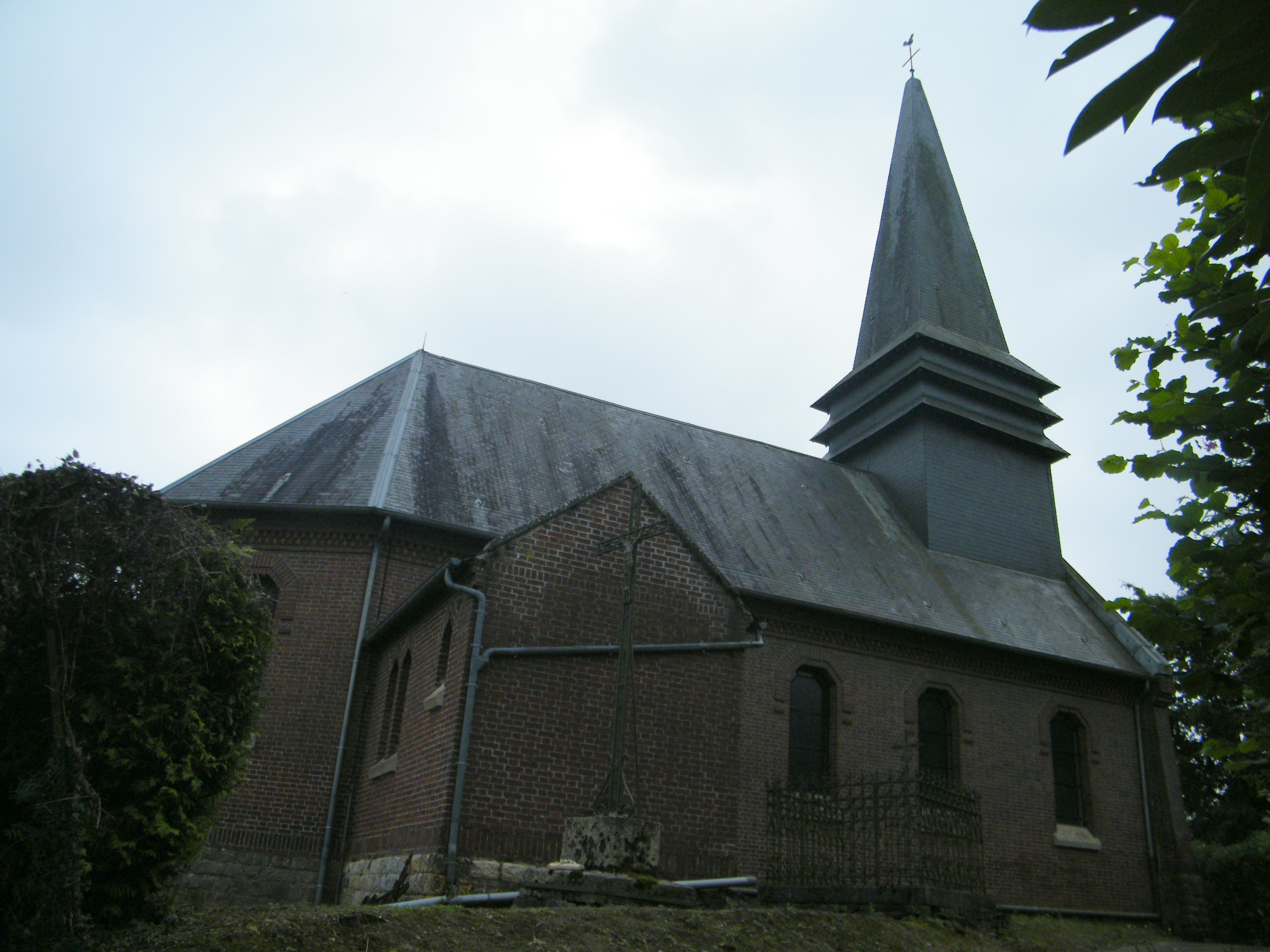
L'église Saint-Antoine.
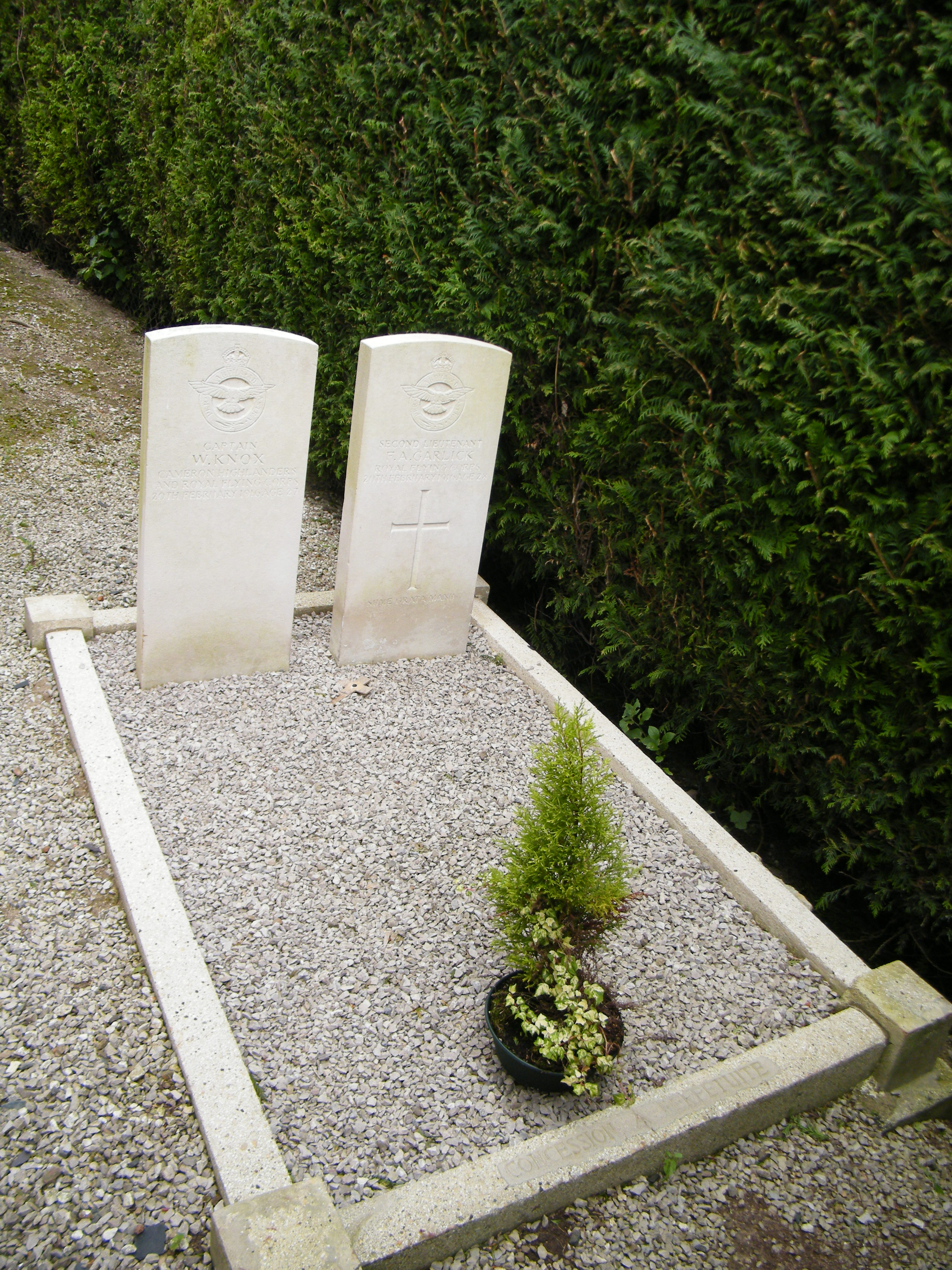
Carré militaire, dans le cimetière.

### Personnalités liées à la commune
- Louis-Roch Plomion, chef de bataillon sous la Révolution et l'Empire, né à Aizecourt-le-Bas le 15 août 1764 et décédé le 21 août 1847 à Péronne. Officier de la Légion d'honneur[26], il reçut un sabre d'honneur du Premier Consul Napoléon Bonaparte pour son courage.

## Pour approfondir